# Zamek w Miednikach Królewskich
Zamek w Miednikach Królewskich (lit. Medininkų pilis) – zamek z początku XV wieku w Miednikach Królewskich na Litwie, dawna rezydencja króla Polski; zachowany w stanie ruiny, częściowo zrekonstruowany. 

## Historia
Zamek zbudowano w końcu XIV lub na początku XV wieku, jednak dokładna data jego budowy nie jest znana. Obiekt wzniesiono na wschód od Wilna przy drodze biegnącej w stronę Krewa i Mińska. W 1385 roku wojska zakonu krzyżackiego zdobyły i spustoszyły drewnianą warownię stojącą wcześniej w miejscu zamku, a wielki mistrz Konrad von Rotenstein urządził pod wałami turniej rycerski. W 1402 roku zamek był w posiadaniu księcia Witolda Kiejstutowicza i wtedy to w wyniku ataku litewskiego księcia Świdrygiełły i wspierających go Krzyżaków pod dowództwem Wilhelma von Helfensteina drewniany zamek został przypuszczalnie spalony. Nowy murowany zamek polecił zbudować z cegły i kamieni książę Witold Kiejstutowicz. Za panowania Kazimierza IV Jagiellończyka obiekt miał status królewskiej rezydencji, a Jan Długosz jako opiekun jego synów wspomniał, że była to ulubiona rezydencja króla. W 1432 dobra Miedniki otrzymał Jan Gasztołd, a następnie objęli je Ogińscy. Do zamku przyjeżdżał także m.in. Jan I Olbracht. Wg XIX wiecznej wzmianki Władysława Syrokomli po śmierci królewicza Kazimierza, późniejszego świętego, jego ciało przed pochowaniem w Wilnie spoczywało na zamku w Miednikach.  
Być może zamek został zniszczony podczas wojny z Moskwą, która rozpoczęła się w 1512 roku, ponieważ w 1517 roku dyplomata Siegmund von Herberstein zanotował, że zamek jest już ruiną, którą pozostaje do dziś. Gdy zamek stał się siedzibą dóbr majątkowych, na jego terenie wzniesiono zabudowania dworu i towarzyszące im zabudowania gospodarcze. 
Na początki XX wieku tutejszy majątek z siedzibą w Szumsku i ruiny zamku były własnością Elżbiety Komarowej. W okresie I wojny światowej okupacyjne wojska niemieckie rozebrały część muru zachodniego w celu pozyskania materiału do budowy drogi. 
Po parcelacji, od 1923 r. zamek był własnością miejscowej parafii rzymskokatolickiej, która umieściła w nim budynki gospodarcze, przeciwko czemu protestował konserwator wileński Stanisław Lorentz. 
W 1944 roku Armia Krajowa przeprowadziła akcję „Burza”, w związku z czym oddziały AK zaatakowały Niemców i opanowały Wilno. Po przełamaniu obrony niemieckiej, współpracujący z rosyjską Armią Czerwoną polscy partyzanci przeprowadzili koncentrację w miejscach wskazanych przez radzieckich dowódców. Rosjanie, łamiąc porozumienia z polskim dowództwem, otoczyli i aresztowali polskie oddziały AK. Następnie w lipcu 1944 roku Rosjanie umieścili polskich żołnierzy w murach zamku w Miednikach, który zaadaptowali na prowizoryczny obóz przejściowy. W zbudowanych na dziedzińcu barakach więziono w lipcu 1944 roku około 4,4-6 tys. żołnierzy, w tym 650 oficerów i podoficerów. Warunki w obozie były bardzo ciężkie, uwięzionym polskim partyzantom nie zapewniono w wystarczającym stopniu wyżywienia, wody, ustępów i środków higienicznych. Wkrótce w pobliżu zamku powstał drugi obóz utworzony przez rodziny żołnierzy, które liczyły na możliwość dostarczenia im pożywienia. W dniu 27 lipca 1944 roku internowani polscy partyzanci zostali pod rosyjską eskortą przeprowadzeni z Miednik do stacji kolejowej Kiena, skąd następnego dnia wywieziono ich do obozów w Kałudze i Riazaniu. 
Po II wojnie światowej zamek był użytkowany przez kołchoz "Czerwony Sztandar".
Po 1954 roku rozpoczęto prace konserwatorskie według projektu Sigitasa Lasavickasa, a w 1961 r. rozpoczęto badania archeologiczne. W 1974 r. na dziedzińcu wzniesiono budynek, w którym otwarto niewielkie muzeum. W 1992 r. ogłoszono konkurs na projekt odtworzenia donżonu, w efekcie którego wybrano projekt Jonasa Rimantasa Glemžy i M. Mikulionite. W 1994 roku zbudowano pierwszą kondygnację. W latach 2010-2012 dokończono rekonstrukcję wieży. 
W zrekonstruowanej wieży narożnej znajduje się ekspozycja muzealna.

## Architektura
Budowla znajduje się przy drodze A3 na trasie z Wilna do Mińska. Zamek z fortyfikacjami tworzy największy kompleks warowny na Litwie o powierzchni 6,5 ha. Zamek wzniesiono na planie nieregularnego czworoboku o bokach: 128, 161, 127, 147 m. Otacza go wał ziemny i fosa. Pierwotny zamek był wzniesiony z drewna, następna konstrukcja była murowana. Mury miały wysokość 15 m i grubość do 2 m, w każdym z boków zamku znajdowała się brama, główna brama prowadziła od zachodu. Pozostałe bramy wznosiły się 5 m ponad poziom dziedzińca, prowadziły do nich mosty zwodzone. Narożna wieża północna, na planie prostokąta o wymiarach 14,2 x 15,4 metrów i pięciu kondygnacjach miała charakter mieszkalny, miała 30 m wysokości. Najwyższa część wieży z krenelażem jest współczesną kreacją.

## Galeria

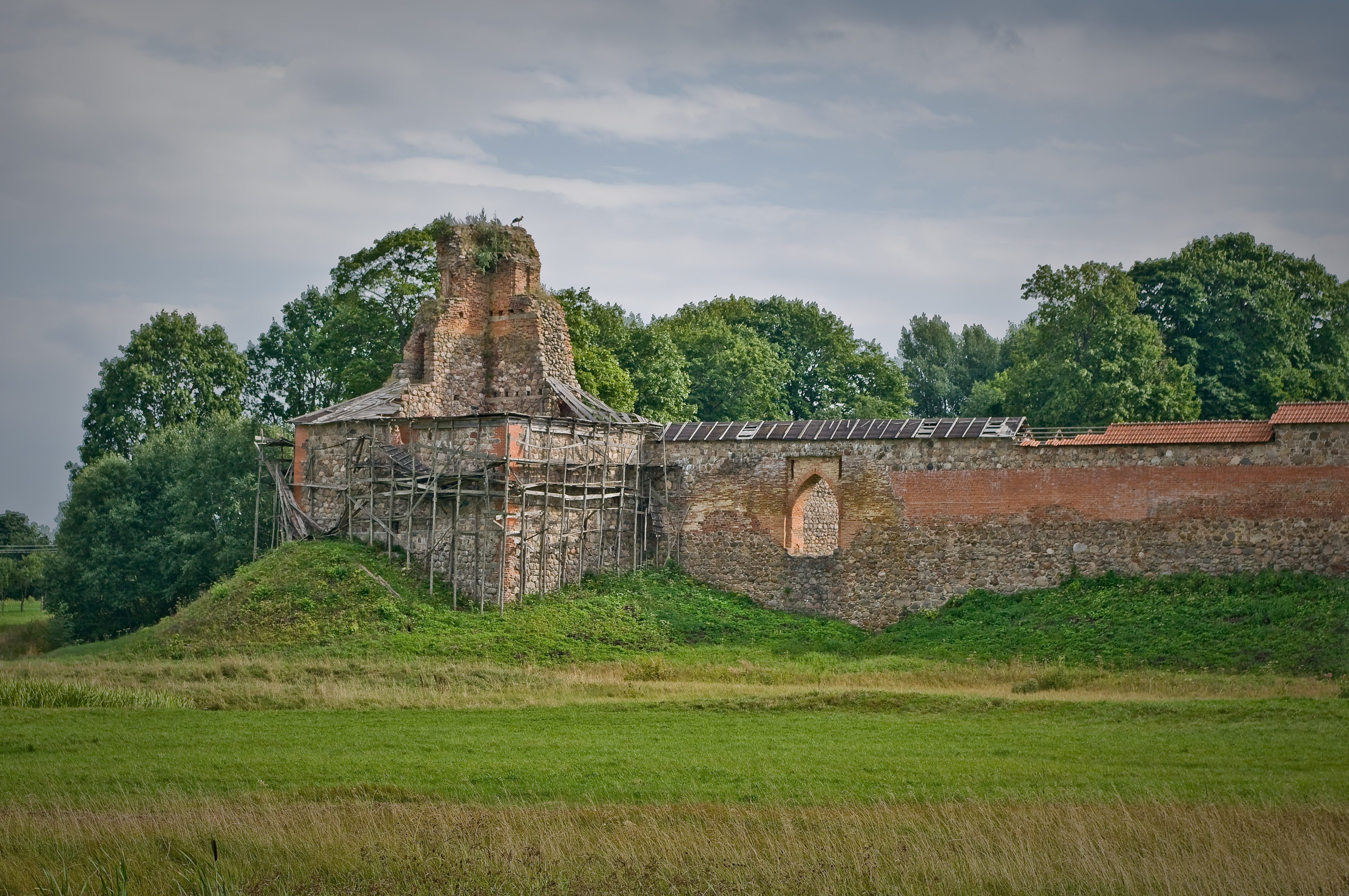
Wieża narożna przed rekonstrukcją (2008)
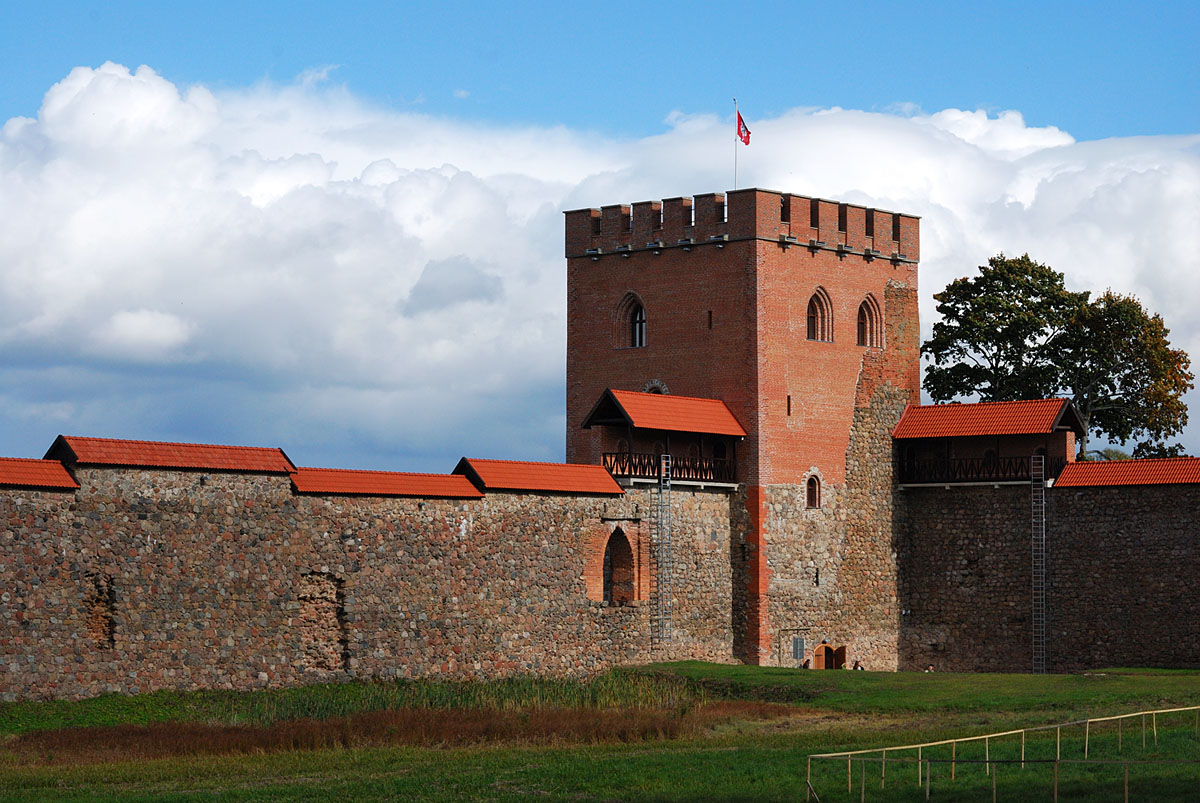
Wieża po rekonstrukcji (2012)
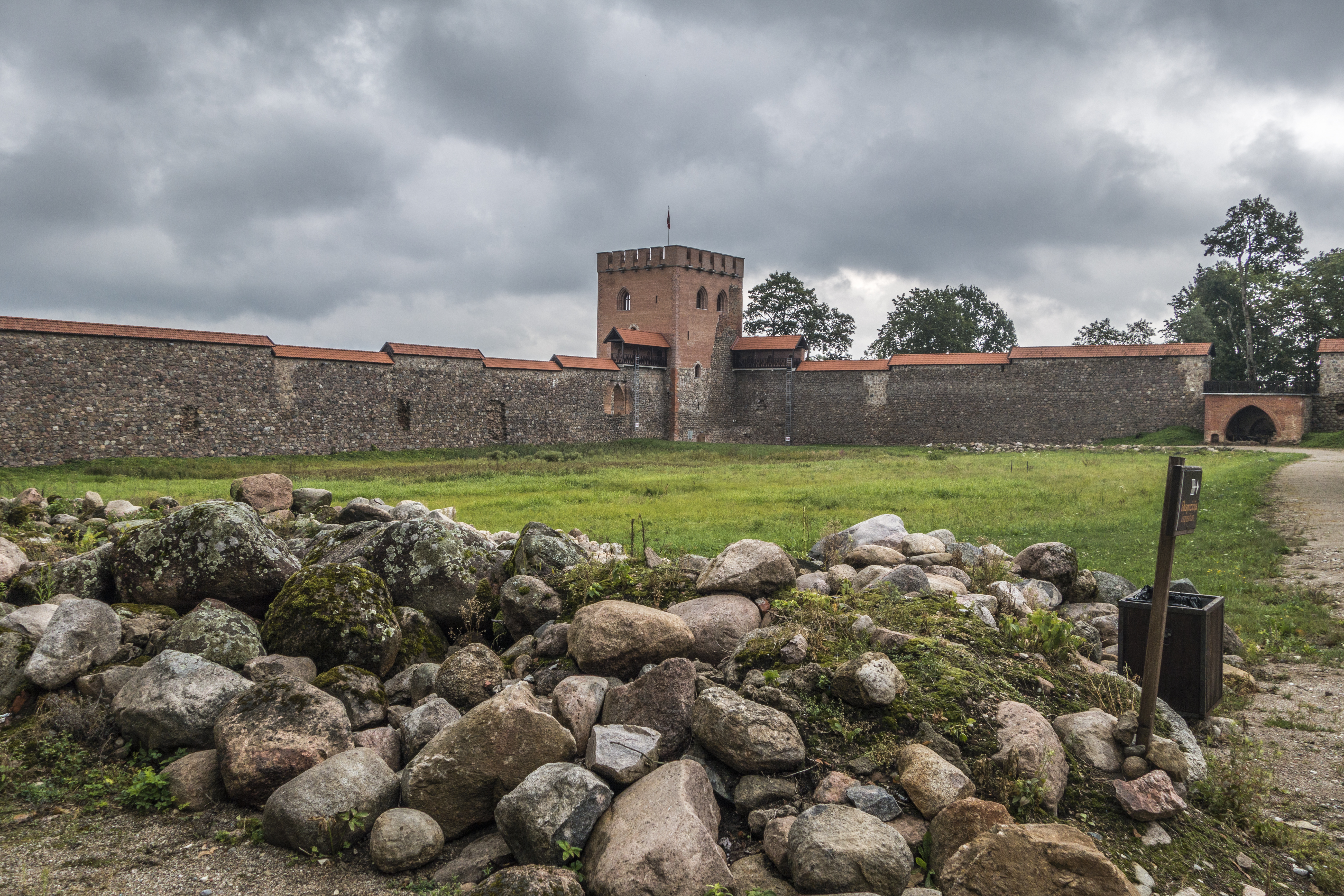
Dziedziniec (2014)
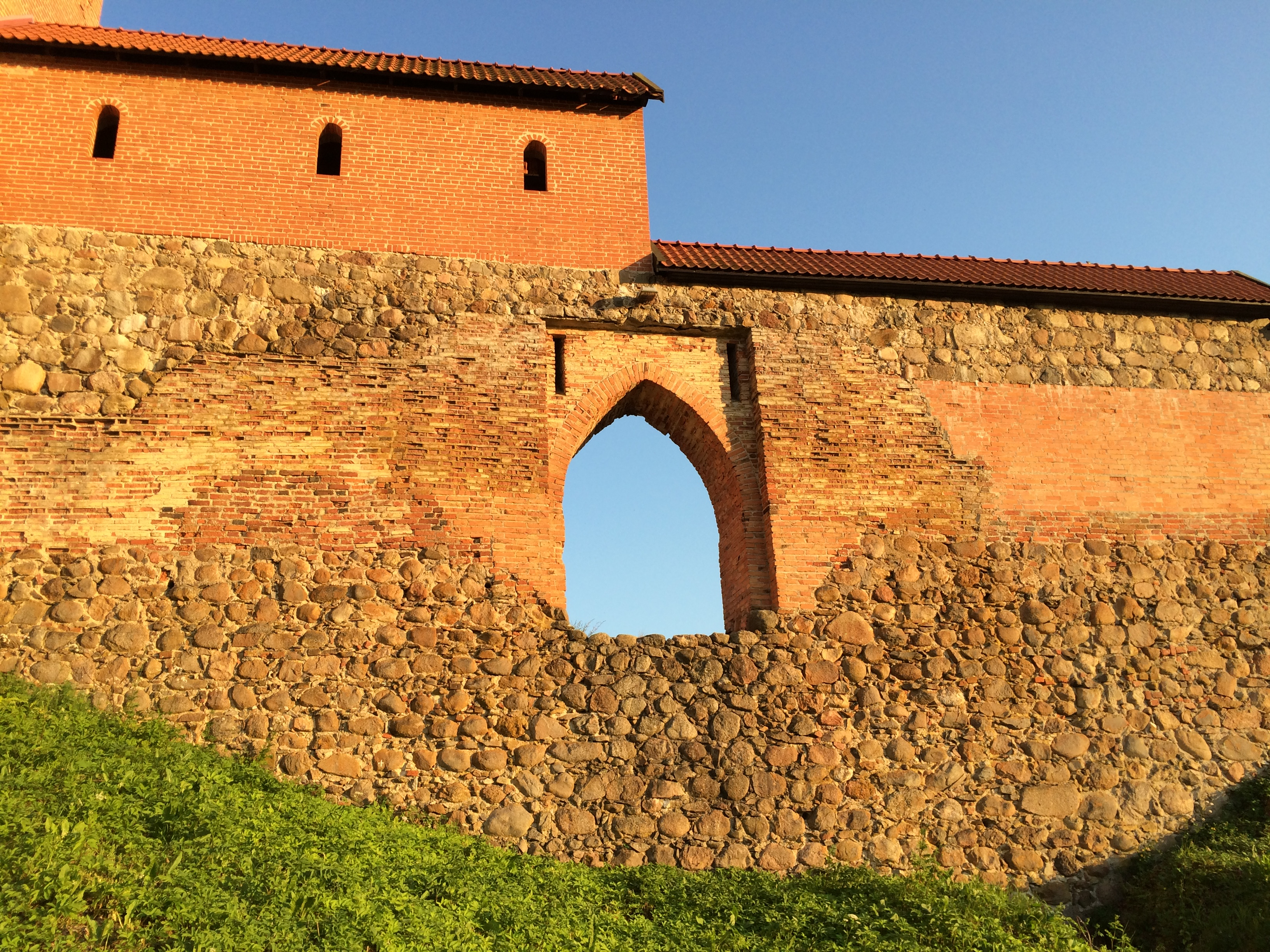
Brama północna (2015)
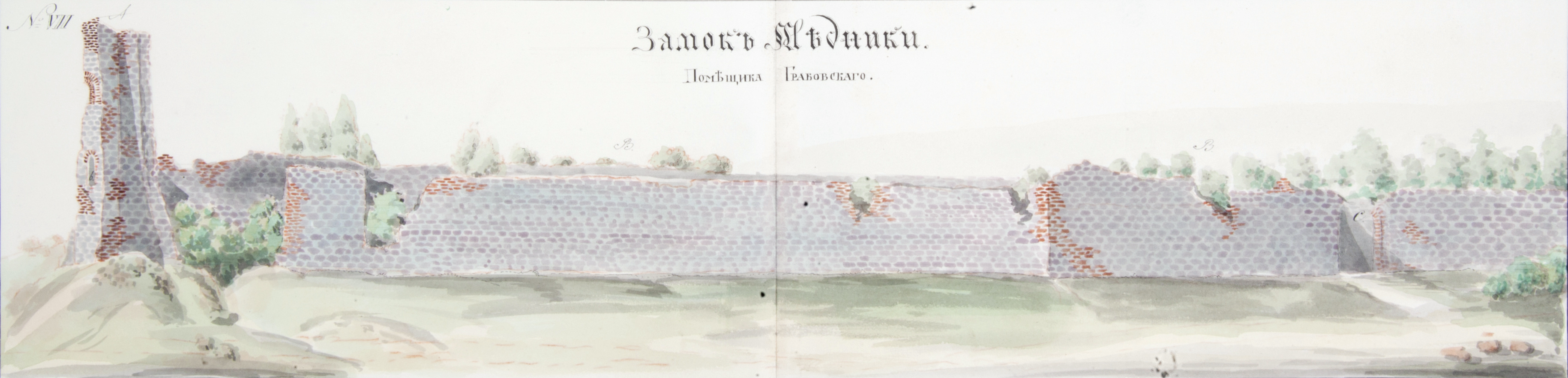
1827
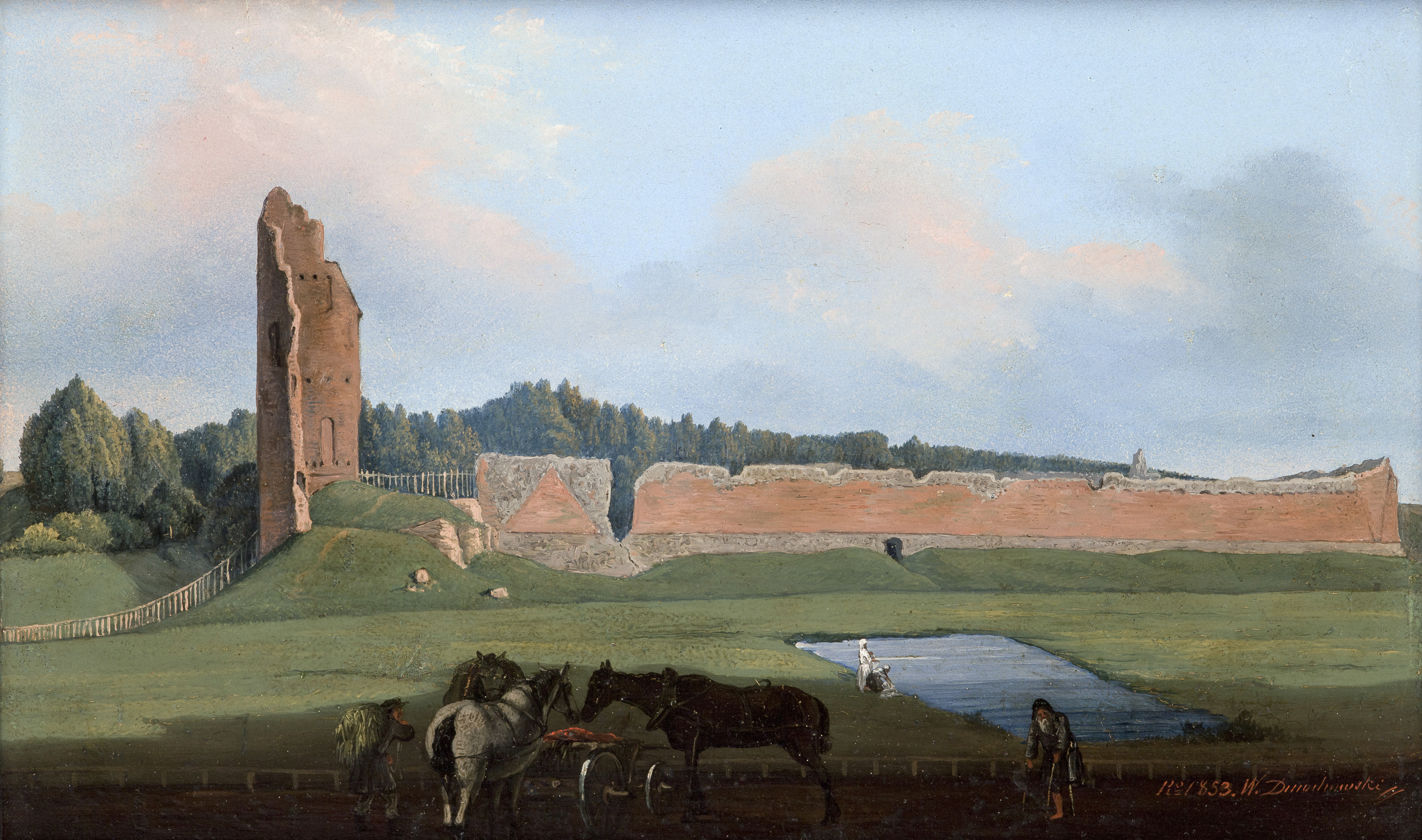
Zamek na obrazie (1853), malował Wincenty Dmochowski
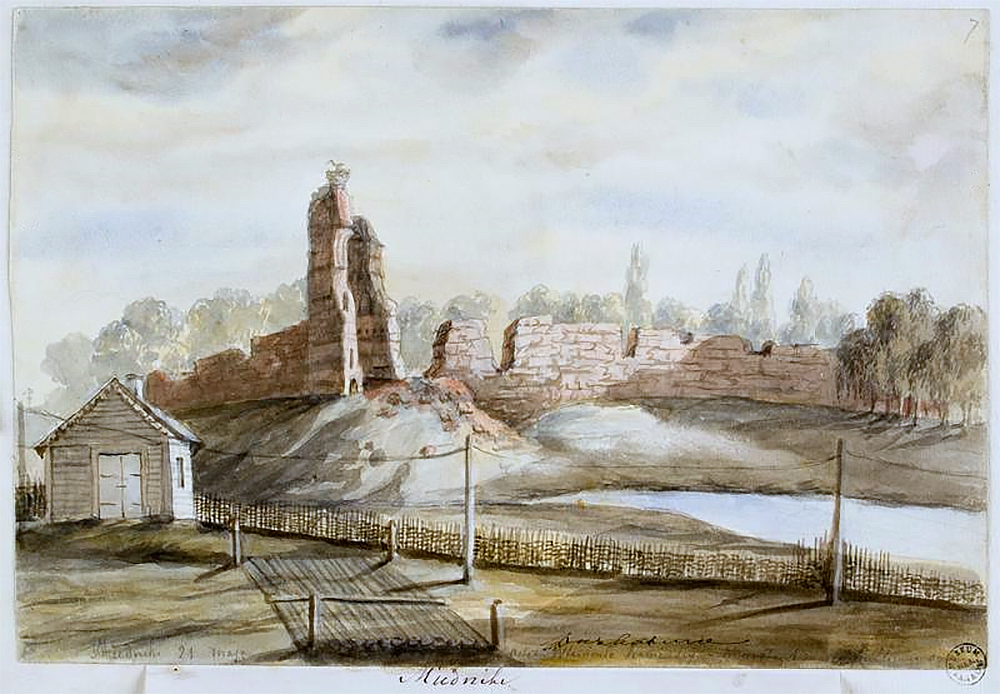
1875, rys. Napoleon Orda
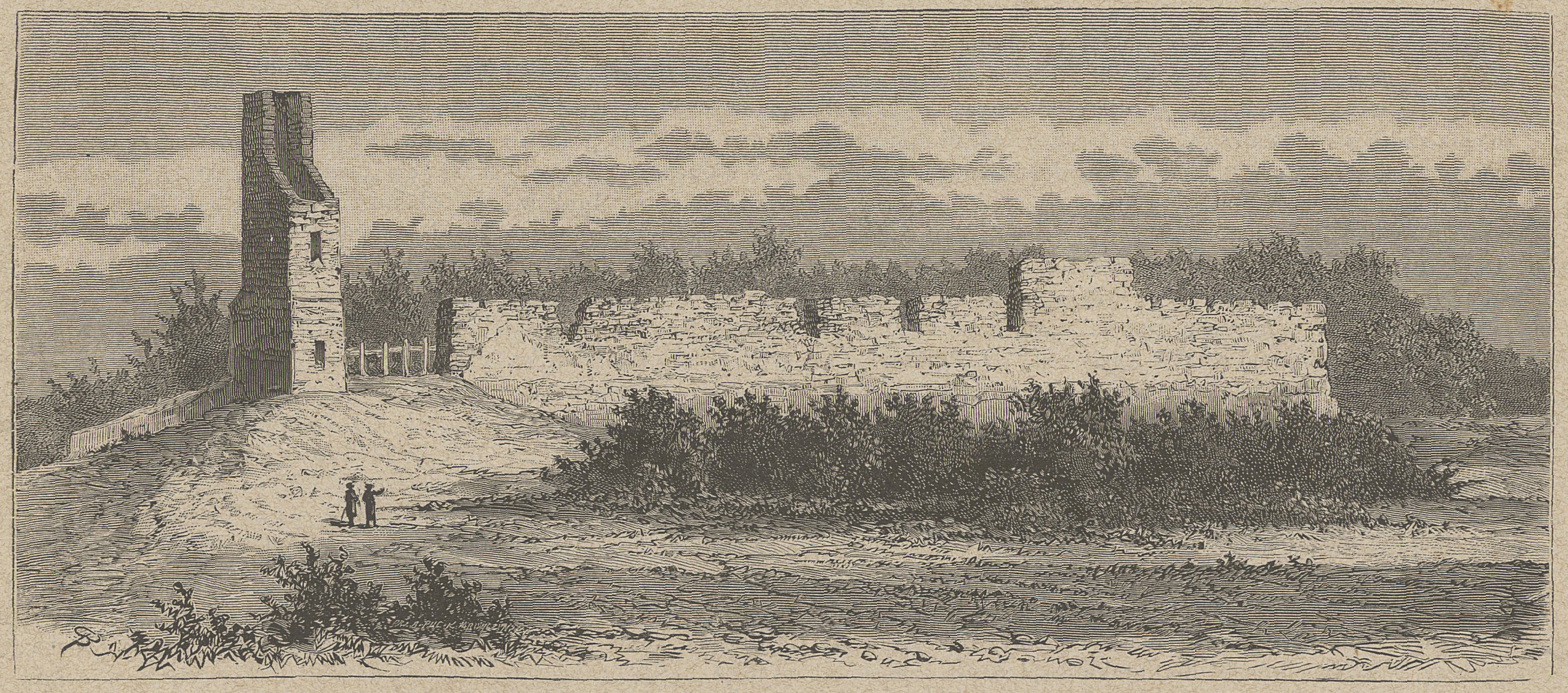
1880
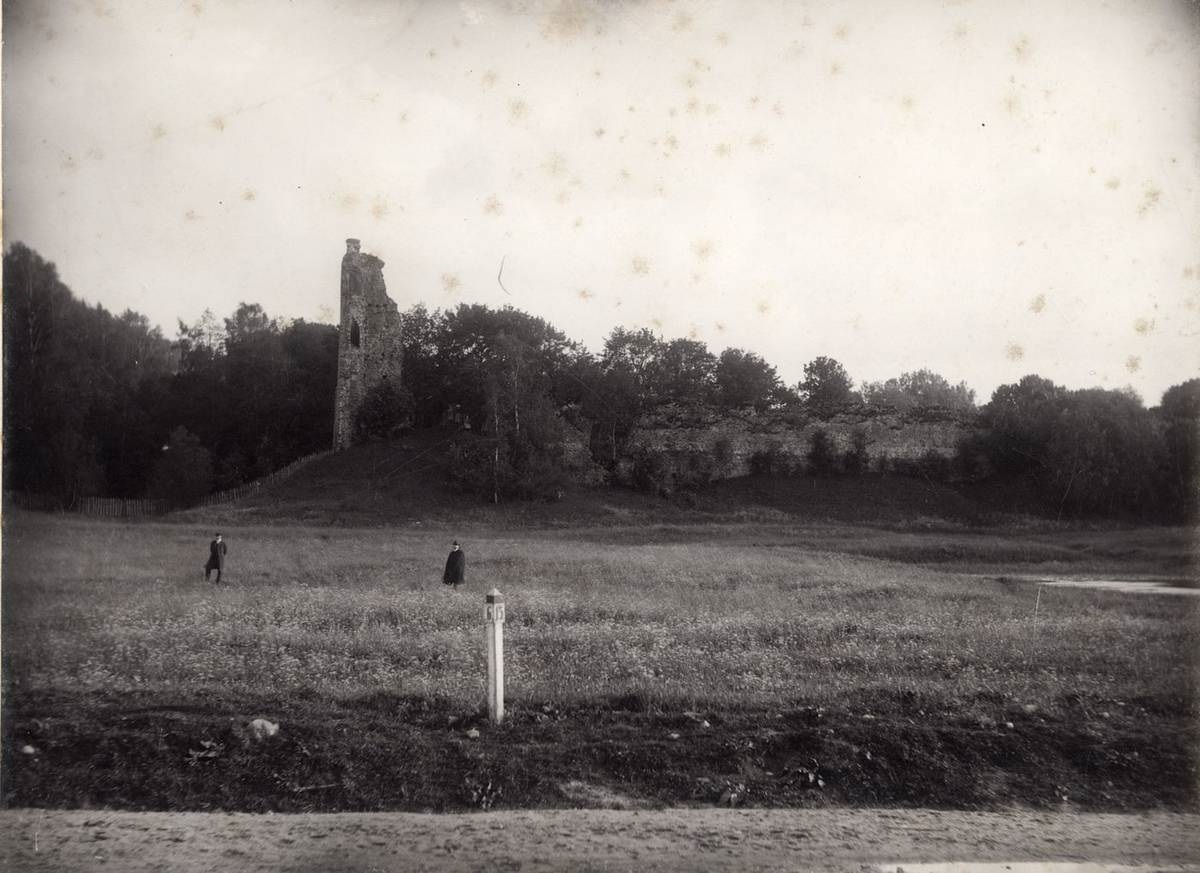
Zamek na fotografii T. Chodźki (1925)
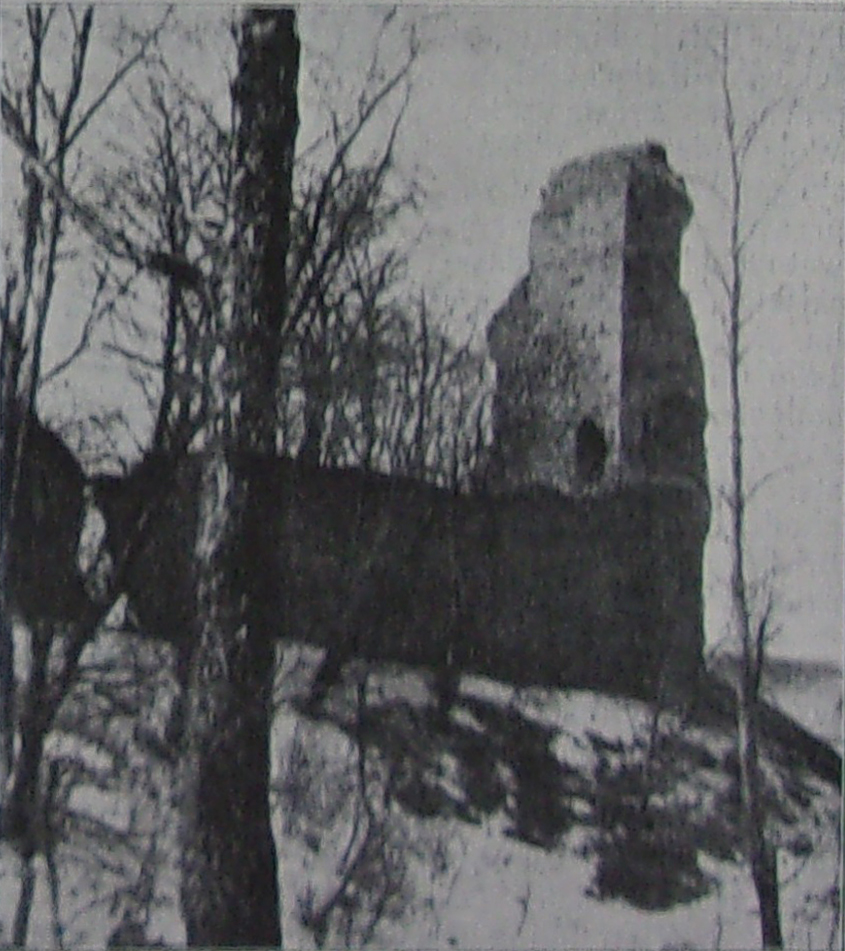
Zamek w 1930, Jan Kłos
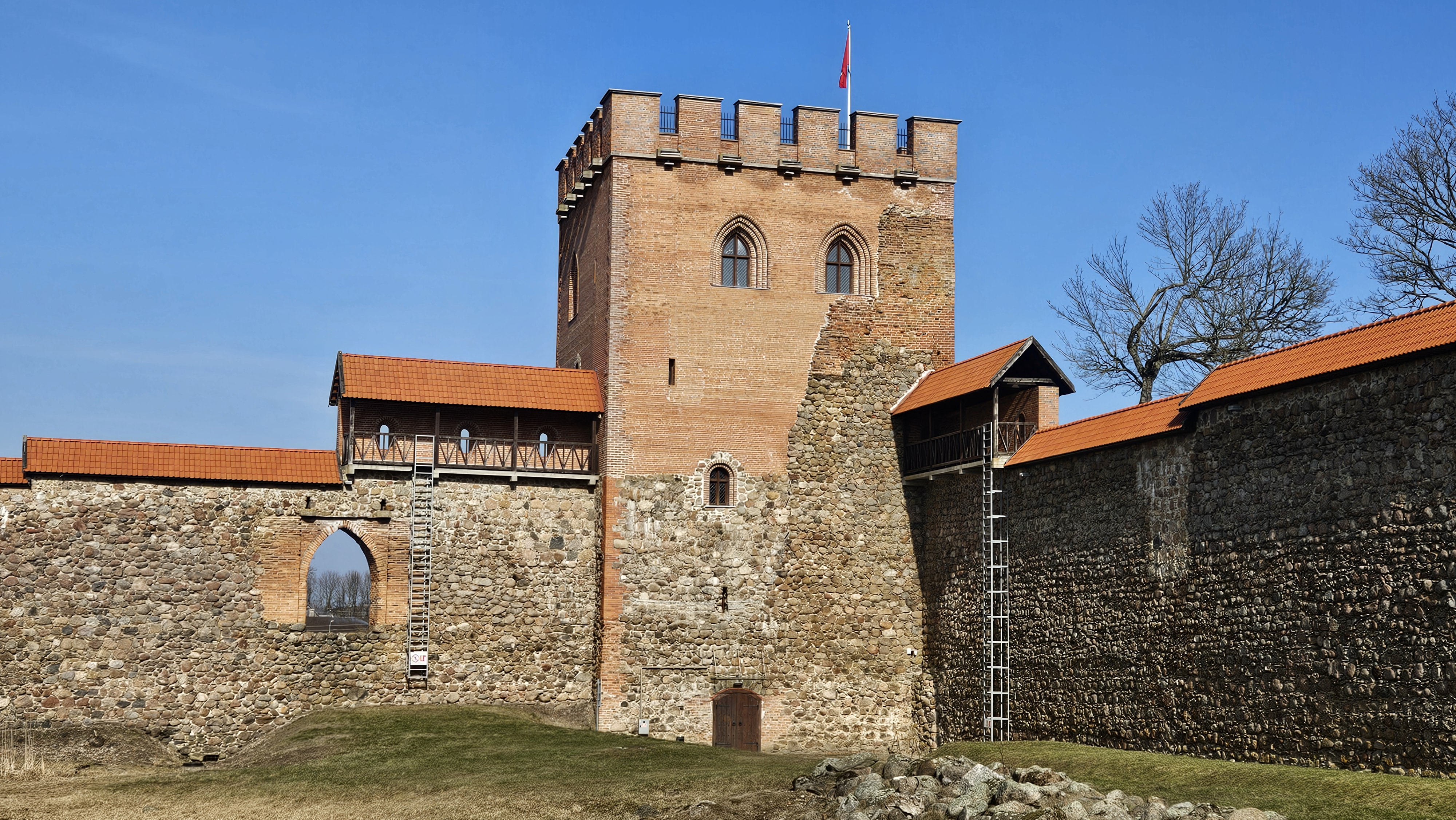
Wieża (donżon) - rekonstrukcja